# 喬克卡瓦山 (因加維省)
16°43′24″S 68°38′19″W / 16.72333°S 68.63861°W
喬克卡瓦山（Chuqi Q'awa），是玻利維亞的山峰，位於該國西部拉巴斯省的因加維省，屬於安第斯山脈中奇利亞-基姆薩查塔山脈的一部分，海拔高度4,790米。